# Cavalier Space Force Station
La Cavalier Space Force Station (précédemment Cavalier Air Force Station), dans le Dakota du Nord, est une installation du 10th Space Warning Squadron (en) de la Space Delta 4 (en) (issue de l'ancienne 21st Space Wing) qui surveille et suit les lancements de missiles potentiels contre l’Amérique du Nord avec le système radar GE AN/FPQ-16 (en) (PARCS). Le PARCS surveille et suit également plus de la moitié de tous les objets en orbite terrestre afin de permettre une connaissance de la situation spatiale et un contrôle de l'espace.

## AN/FPQ-16 PARCS

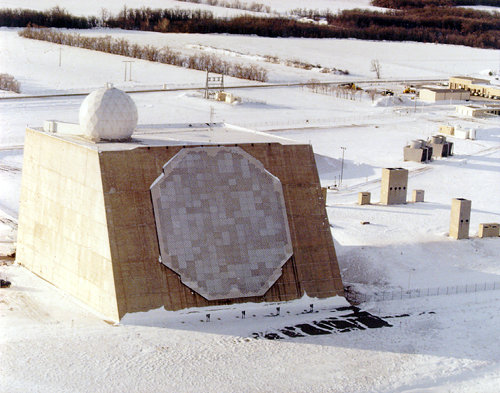
cPARCS antenna array at Cavalier AFS

Le système AN/FPQ-16 PARCS est un système radar multiéléments à semi-conducteurs avec un radar à commande de phase orienté vers le nord au-dessus de la baie d'Hudson. En fonctionnement normal, le PARCS peut repérer un objet de la taille d’un ballon de basket (24 cm) à 3 000 kilomètres d'altitude. Des tests menés au cours des années 1970 et 1980 ont montré qu'avec les mises à jour logicielles proposées (non effectuées), il était possible de repérer des objets de moins de 9 cm. Il analyse plus de 20 000 pistes par jour, des satellites géants aux débris spatiaux.
Le bâtiment PARCS comprend une centrale électrique souterraine avec cinq moteurs 16 cylindres à double carburant (diesel/gaz naturel) fabriqués par Cooper Bessemer et alimentant 5 générateurs General Electric d'une puissance totale de 14 mégawatts.

## Historique
L’installation a été construite sur le site du Stanley R. Mickelsen Safeguard Complex du programme de défense antimissile balistique Safeguard (en) (le complexe a été désactivé en 1976). En 1977, l'US Air Force a acquis le site et l'a agrandi sous le nom de Concrete Missile Early Warning System (CMEWS), nom donné en référence à la communauté voisine de Concrete ND. L'installation militaire pris le nom de Cavalier en 1983, à la suite de la fermeture du bureau de poste de Concrete.
BAE Systems assura la maintenance du site PARCS de 2003 à 2017.
Summit Technical Solutions, LLC a repris le support des opérations, de la maintenance et de la logistique du site PARCS en octobre 2017.